# Stazione di Guardiaregia
La stazione di Guardiaregia è una stazione ferroviaria, posta lungo la ferrovia Isernia-Campobasso, che serve il comune di Guardiaregia. Al momento no vi ferma alcun treno.